# Stefan Lord
Stefan Lord (* 4. Dezember 1954 in Stockholm) ist ein ehemaliger schwedischer Dartspieler, der zwischen 1975 und 1991 beim Verband British Darts Organisation (BDO) spielte. Er trat für den Stockholm Super Darts Club an, hatte seine erfolgreichste Zeit Ende der 1970er und Anfang der 1980er Jahre und erreichte zweimal das Halbfinale der Weltmeisterschaft.

## Leben

### Herkunft, Ausbildung und Privatleben
Lord wuchs im zentralen Stockholmer Stadtbezirk Kungsholmen auf, ehe die Familie 1969 in die benachbarte Gemeinde Solna zog. Nach seinem Schulabschluss absolvierte er eine Ausbildung an der Restaurantfachschule des Kristinebergs Gymnasium in Stockholm. Anschließend war er in der gleichen Stadt für das Restaurant Stadshuskällaren sowie das Hotel Anglais tätig. Während dieser Zeit gehörte er auch zum Gastronomieteam für die Nobelpreis-Verleihungen. 1976 wurde er zum Wehrdienst eingezogen.
Nach seinem Rückzug vom aktiven Sport eröffneten Lord und zwei Partner 1992 in Stockholm ein Restaurant mit zahlreichen Dartscheiben und Pool-Tischen. Dieses verkaufte er 2008 und wanderte anschließend nach Thailand aus. Bereits 1977 hatte er das Land erstmals zusammen mit dem US-amerikanischen Dartspieler Nicky Virachkul (1948–1999) besucht und war seitdem regelmäßig dorthin in den Urlaub gereist. Seit Ende der 1990er Jahre verbrachte er etwa drei Monate jährlich – den schwedischen Winter – in Thailand. Mit seiner langjährigen Lebensgefährtin lebt er in Pattaya. Er verfolgt zwar noch Dartsturniere im Fernsehen, spielt nach eigener Aussage selbst aber kaum noch: „Ich spiele Golf und mache sonst nichts. Ich spiele so gut wie gar nicht Darts – außer ab und zu ein Spiel in einer örtlichen Liga, wenn ich einen Drink brauche.“ Seit dem Jahr 2007 produziert der britische Dartsport-Ausrüster Winmau personalisierte Stefan-Lord-Darts, die allerdings ausschließlich in Schweden vertrieben werden.

### Sportliche Karriere
Lords Interesse an Darts nahm seinen Anfang 1968, als der neue Inhaber eines Cafés, das er regelmäßig nach der Schule besuchte, eine Dartscheibe aufhängte. Er fand rasch Gefallen an dem Spiel begann bald intensiver zu trainieren. Inspiriert wurde er dabei durch die beiden englischen Spieler Barry Twomlow (1933–2004) und Tom Barrett, die er auf ihren Touren durch Schweden hatte spielen sehen. Als weitere bedeutende Lehrmeister benennt er Leighton Rees, Alan Evans (1949–1999) sowie Alan Glazier (1939–2020).
Schon 1970 trat er bei den schwedischen Meisterschaften an. Im selben Jahr reiste er mit dem BDO-Gründer und -Vorsitzenden Olly Croft (1929–2019) sowie anderen Spielern in den US-Bundesstaat Kalifornien, um an den Santa Monica Open, dem Golden Gate Classic und den North America Open teilzunehmen. Rückblickend äußerte Lord, dass Croft und dessen Ehefrau Lorna „wie Ersatzeltern“ für ihn gewesen seien, denn „ich war damals ja erst 17.“ 1972 trat er erstmals im Vereinigten Königreich – dem Mutterland der Sportart – zu Turnieren an und ab 1975 spielte er auf der BDO Tour. So trat er beispielsweise in jenem Jahr beim World Masters in London an und schied dort im Achtelfinale gegen den Schotten David Baillie aus. Erfolgreicher war er bei den Santa Monica Open, die er im Finale gegen Jesse Wilch gewann. Im Mai 1976 erfolgte im Londoner Alexandra Palace („Ally Pally“) seine erste Teilnahme am prestigeträchtigen News of the World Championship, einem der ältesten Turniere des Dartsportes weltweit. Er verlor in der ersten Runde gegen den Engländer Stewart McCleary.
Im Februar 1978 gehörte Lord zu den 18 Spielern, die an der zum ersten Mal ausgetragenen Weltmeisterschaft in Nottingham teilnahmen. Er war dabei an sechster Position gesetzt und ihm gelang mit einem Checkout von 161 das höchste Finish des Turnieres (zusammen mit dem späteren Sieger Leighton Rees). Lord erreichte das Halbfinale, musste sich dort aber dem englischen Favoriten John Lowe geschlagen geben. Im Spiel um den dritten Platz verlor er gegen seinen guten Freund Nicky Virachkul. Wenige Wochen später kehrte er zum News of the World Championship zurück. Der Wettbewerb fand nun in der Londoner Wembley Arena statt. Lord bezwang die Engländer Tony Brown und Jack Bentley sowie den Schotten Jocky Wilson und schließlich im Finale den Engländer John Coward. Somit wurde er der einzige Sieger des seit 1997 nicht mehr stattfindenden Turniers, der von außerhalb der Insel Großbritannien stammte. Diesen Triumph konnte er 1980 wiederholen, als er nach Siegen über George Forrest, Alan Turnbull und John Lowe, den Weltmeister des Vorjahres, letztlich gegen Dave Whitcombe gewann. Sein nächster Erfolg in den BDO-Major-Turnieren war anschließend der Halbfinaleinzug beim World Masters 1981. Bei der fünften Weltmeisterschaft, deren Teilnehmerzahl inzwischen auf 32 angewachsen war, scheiterte er im Januar 1982 in Stoke-on-Trent ebenfalls im Halbfinale, konnte dieses Mal aber gegen den Engländer Bobby George das Spiel um den dritten Platz für sich entscheiden.
Stefan Lord trat im Verlauf seiner Karriere bei zehn Weltmeisterschaften an und siegte bei zahlreichen kleineren und mittleren Turnieren auf nationaler und internationaler Ebene. Er sicherte sich 13 Mal die schwedische Meisterschaft im Einzel – zwischen 1976 und 1984 sogar neunmal in Folge. In der inoffiziellen Weltrangliste der Website dartsdatabase.co.uk ist als seine höchste Platzierung der vierte Rang für das Jahr 1982 verzeichnet. Darüber hinaus war Lord auch in Doppel- und Mixed-Wettbewerben erfolgreich. So konnte er beispielsweise drei Doppeltitel beim WDF Europe Cup gewinnen: 1980 in Ebbw Vale und 1982 in Southend-on-Sea zusammen mit Björn Enquvist sowie 1988 in Great Yarmouth an der Seite von Lars Erik Karlsson. Nach der Saison 1991/1992 beendete er seine Karriere.

## Weltmeisterschaftsresultate

### BDO
- 1978: Halbfinale (4:8-Niederlage gegen  John Lowe)
- 1979: Achtelfinale (1:2-Niederlage gegen Rab Smith)
- 1980: 1. Runde (1:2-Niederlage gegen  Bill Lennard)
- 1981: 1. Runde(1:2-Niederlage gegen  Kevin White)
- 1982: Halbfinale (0:4-Niederlage gegen  Jocky Wilson)
- 1983: Viertelfinale (1:4-Niederlage gegen  Tony Brown)
- 1984: Achtelfinale (1:4-Niederlage gegen  Mike Gregory)
- 1985: Achtelfinale (0:3-Niederlage gegen  Cliff Lazarenko)
- 1986: 1. Runde (0:3-Niederlage gegen  Jocky Wilson)
- 1988: 1. Runde (0:3-Niederlage gegen  Paul Lim)

## Turnierergebnisse
| Turnier                        | 1975              | 1976              | 1977              | 1978              | 1979              | 1980              | 1981              | 1982                            | 1983                            | 1984                            | 1985                            | 1986                            | 1987                            | 1988                            | 1989                            | 1990                            | 1991              |
| ------------------------------ | ----------------- | ----------------- | ----------------- | ----------------- | ----------------- | ----------------- | ----------------- | ------------------------------- | ------------------------------- | ------------------------------- | ------------------------------- | ------------------------------- | ------------------------------- | ------------------------------- | ------------------------------- | ------------------------------- | ----------------- |
| BDO-Major-Turniere             |                   |                   |                   |                   |                   |                   |                   |                                 |                                 |                                 |                                 |                                 |                                 |                                 |                                 |                                 |                   |
| Weltmeisterschaft              | nicht ausgetragen | nicht ausgetragen | nicht ausgetragen | HF                | AF                | 1R                | 1R                | HF                              | VF                              | AF                              | AF                              | 1R                              | n/q                             | 1R                              | n/q                             | n/t                             | n/t               |
| World Masters                  | AF                | n/t               | 2R                | 1R                | 2R                | AF                | HF                | 3R                              | 1R                              | 2R                              | 1R                              | 3R                              | 2R                              | n/t                             | 2R                              | n/t                             | n/t               |
| News of the World Championship | n/q               | VR                | n/t               | S                 | VR                | S                 | VF                | nicht für Endrunde qualifiziert | nicht für Endrunde qualifiziert | nicht für Endrunde qualifiziert | nicht für Endrunde qualifiziert | nicht für Endrunde qualifiziert | nicht für Endrunde qualifiziert | nicht für Endrunde qualifiziert | nicht für Endrunde qualifiziert | nicht für Endrunde qualifiziert | n/a               |
| World Matchplay                | nicht ausgetragen | nicht ausgetragen | nicht ausgetragen | nicht ausgetragen | nicht ausgetragen | nicht ausgetragen | nicht ausgetragen | nicht ausgetragen               | nicht ausgetragen               | AF                              | nicht qualifiziert              | nicht qualifiziert              | nicht qualifiziert              | nicht qualifiziert              | nicht ausgetragen               | nicht ausgetragen               | nicht ausgetragen |
| Karrierestatistiken            |                   |                   |                   |                   |                   |                   |                   |                                 |                                 |                                 |                                 |                                 |                                 |                                 |                                 |                                 |                   |
| Jahresendplatzierung           | unbekannt         | unbekannt         | 6                 | 6                 | ?                 | 10                | 8                 | 4                               | 7                               | unbekannt                       | unbekannt                       | unbekannt                       | unbekannt                       | unbekannt                       | unbekannt                       | unbekannt                       | unbekannt         |

| Legende zu den Turnierergebnissen | Legende zu den Turnierergebnissen | Legende zu den Turnierergebnissen | Legende zu den Turnierergebnissen | Legende zu den Turnierergebnissen | Legende zu den Turnierergebnissen | Legende zu den Turnierergebnissen | Legende zu den Turnierergebnissen | Legende zu den Turnierergebnissen | Legende zu den Turnierergebnissen |
| --------------------------------- | --------------------------------- | --------------------------------- | --------------------------------- | --------------------------------- | --------------------------------- | --------------------------------- | --------------------------------- | --------------------------------- | --------------------------------- |
| n/t                               | nicht teilgenommen                | n/q                               | nicht qualifiziert                | n/a                               | nicht ausgetragen                 | #R                                | Aus in jeweiliger Runde           | GP                                | Aus in der Gruppenphase           |
| AF                                | Achtelfinalist                    | VF                                | Viertelfinalist                   | HF                                | Halbfinalist                      | F                                 | Turnierfinalist                   | S                                 | Turniersieger                     |

## Titel

### BDO
- Majors
  - News of the World Championship: (2) 1978, 1980
- Weitere
  - BDO Nations Cup: (1) 1978 (mit Bjørn Enqvist und Kenth Ohlsson)

### WDF
- Platinum-Turniere
  - WDF Europe Cup Doppel: (3) 1980, 1982 (jeweils mit Bjørn Enqvist), 1988 (mit Lars-Erik Karlsson)
- Open-Turniere
  - Denmark Open: (1) 1977
  - French Open: (1) 1979

### Andere
- Eric Cup: (1) 1974
- Los Angeles Open: (1) 1974
- England Cup: (1) 1974
- Larsberg Open: (2) 1974, 1981
- Santa Monica Open: (1) 1975
- Nordic Cup Doppel: (2) 1981, 1982 (jeweils mit Bjørn Enqvist)
- Nordic Cup Einzel: (2) 1982, 1985
- Dubai Open: (1) 1983
- Scandinavian Open: (3) 1983, 1984, 1986
- Schwedische Meisterschaft: (13) 1976, 1977, 1978, 1979, 1980, 1981, 1982, 1983, 1984, 1986, 1987, 1988, 1989